# Panisea albiflora
Panisea albiflora là một loài thực vật có hoa trong họ Lan. Loài này được (Ridl.) Seidenf. mô tả khoa học đầu tiên năm 1975.